# Schulzeugnis

Beispiel für ein Jahreszeugnis

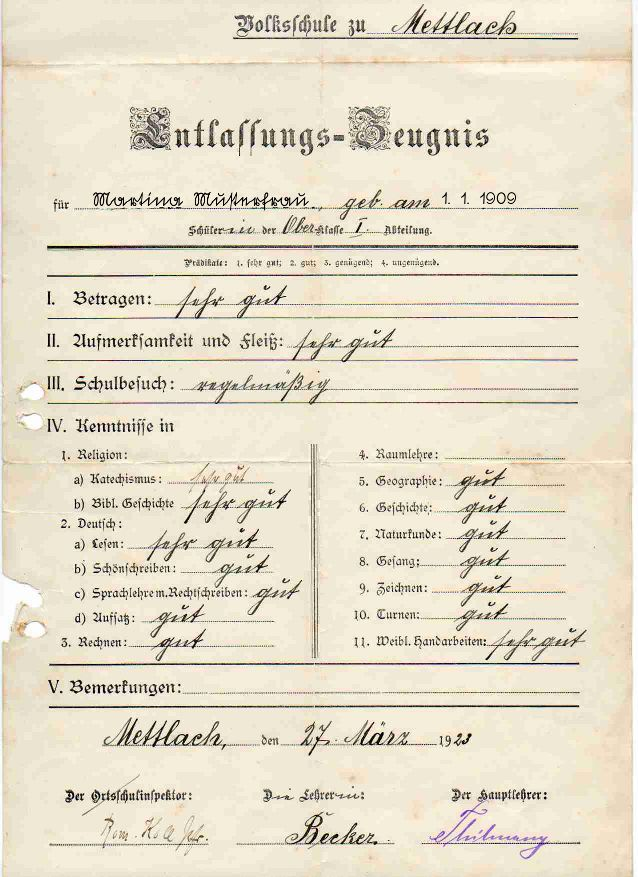
Volksschul-Entlassungszeugnis (anonymisiert) aus dem Jahr 1923

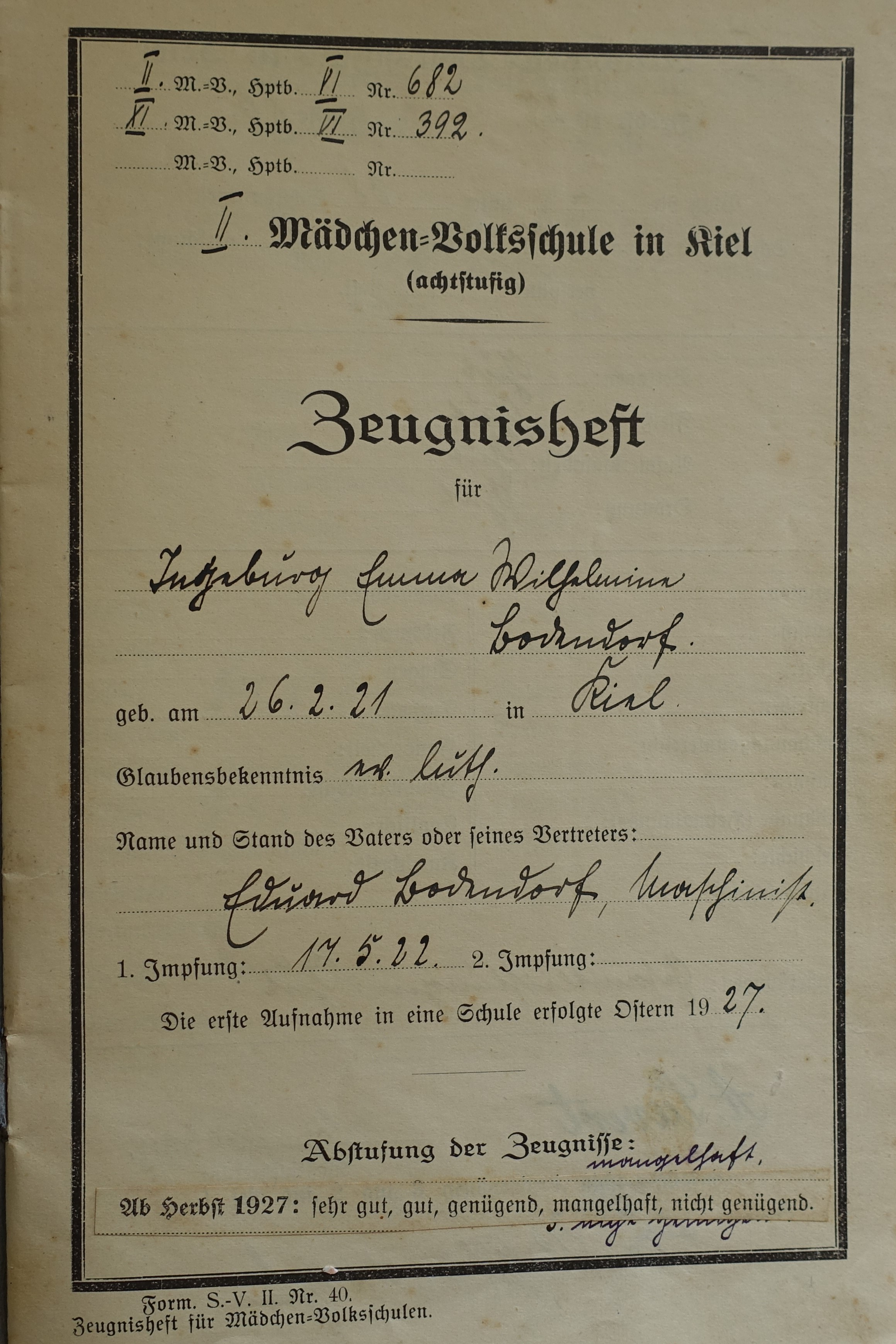
Zeugnisheft Volksschule Kiel 1927

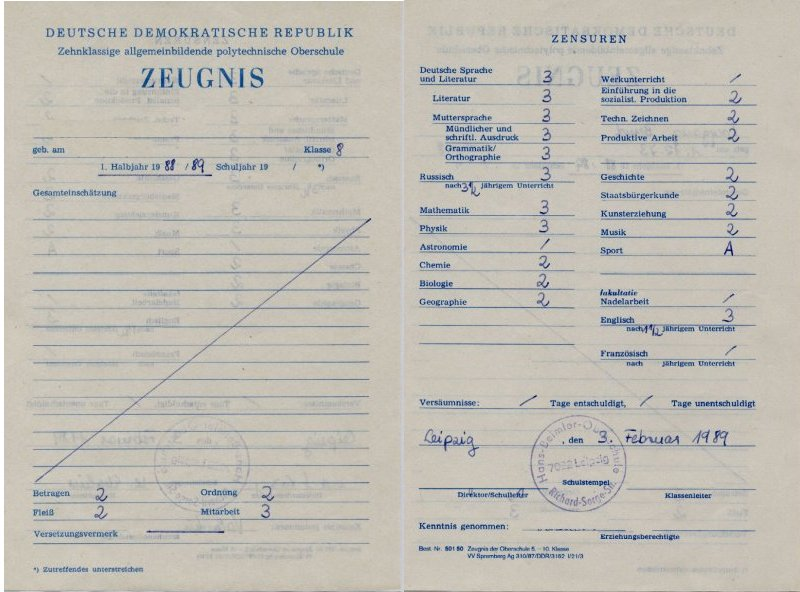
Fach- und Kopfnoten in einem DDR-Zeugnis

Ein Schulzeugnis ist eine zusammenfassende Beurteilung des Leistungsstandes eines Schülers im Range einer öffentlichen Urkunde.

## Schulzeugnisse in Deutschland

### Arten
Öffentliche Schulen erteilen Zeugnisse als:
- Halbjahreszeugnis (auch Zwischenzeugnis oder Halbjahresinformation), ausgegeben zum Ende des ersten Schulhalbjahres, in der Regel an einem Freitag Ende Januar oder Anfang Februar. In Hessen liegt der Ausgabetermin am letzten Unterrichtstag vor dem ersten Montag im Februar, in anderen Bundesländern zum Teil eine Woche früher, zum Teil eine Woche später.[1]
- Jahreszeugnis mit Mitteilung über die Versetzung, ausgegeben zum Ende des zweiten Schulhalbjahres, am letzten Unterrichtstag vor den Sommerferien.
- Zeugnis über den Ausbildungsabschnitt, in der Kollegstufe des Gymnasiums
- Abschlusszeugnis zum Schulabschluss, in der Regel nach Ablegen einer Abschlussprüfung
- Abgangszeugnis (auch Entlassungszeugnis) beim Verlassen der Schule ohne Abschluss

und enthalten in der Regel eine Beurteilung über
- den Leistungsstand in den einzelnen Fächern.

Die Beurteilung erfolgt in der Regel in Form von Schulnoten, teilweise auch in Form verbaler Gutachten (Eingangsklassen, Sonderschulen, bei (zieldifferenter) Inklusion von Schülern mit Behinderung an Regelschulen).
Zudem enthalten Zeugnisse in den meisten deutschen Bundesländern Aussagen über
- die Mitarbeit und das Sozialverhalten (die Kopfnoten).

An Privatschulen gelten zum Teil abweichende Regelungen:
- Waldorfschulen, Montessorischulen und andere reformpädagogisch orientierte öffentliche Schulen erteilen keine Noten. Stattdessen bekommt jeder Schüler am Schuljahresende eine verbale Beurteilung in Form eines Gutachten-Zeugnisses oder einen Bericht zum Lernprozess.

### Beurteilung
In den meisten Bundesländern Deutschlands sowie teilweise in der Schweiz und in Österreich, meist in Textform, bewertet sie in einer Kopfnote Benehmen, Sozialverhalten, Mitarbeit und Wissenserwerb des Schülers.

### Zeugnisnoten und Verbalbeurteilung
Die Noten bzw. Verbalbeurteilungen für die einzelnen Schulfächer werden benannt.
Verbalbeurteilung: allgemeingültige Regeln (Zeugniscodes) wie im Arbeitsrecht fehlen wegen mangelnder Klagefähigkeit und Klagehäufigkeit.

### Bemerkungen
Die Bemerkungen fallen in den Bundesländern verschieden aus. In einigen Bundesländern wie z. B. Berlin stehen Fehltage und Verspätungen unten, in anderen Bundesländern wie z. B. Niedersachsen oben.
Weiterhin gehören z. B. die Teilnahme am Förderunterricht, einer freiwilligen Arbeitsgemeinschaft oder ein besonderes Engagement dazu. Auch wird hier angegeben, ob der Schüler versetzt wird, sitzenbleibt oder die Schule wechselt. In dieses Feld fallen somit alle Dinge im direkten Zusammenhang mit der Schule, ohne dabei den einzelnen Fächern und deren Benotung zugeordnet zu sein.

### Unterschrift
Die Inhalte eines Zeugnisses werden von der Zeugniskonferenz beschlossen und im Allgemeinen vom Schulleiter und vom Klassenlehrer unterschrieben. Abgangs- und Abschlusszeugnisse werden mit dem Dienstsiegel versehen, in manchen Ländern auch Versetzungszeugnisse. Die Kenntnisnahme des Zeugnisses muss in vielen Bundesländern bei minderjährigen Schülern von einem Elternteil bzw. Erziehungsberechtigten mit einer Unterschrift auf dem Zeugnis bestätigt werden. Ebenso gilt in manchen Bundesländern, dass volljährige Schüler die Kenntnisnahme durch eigene Unterschrift bestätigen. In Niedersachsen ist diese Regelung etwa im Erlass Zeugnisse in den allgemeinbildenden Schulen (zuletzt geändert am 4. November 2010) unter Punkt 4.4. festgeschrieben: „Bei minderjährigen Schülerinnen und Schülern bestätigt eine Erziehungsberechtigte oder ein Erziehungsberechtigter durch Unterschrift die Kenntnisnahme des Zeugnisses. Volljährige Schülerinnen oder Schüler bestätigen die Kenntnisnahme selbst durch Unterschrift. Die Klassenlehrerin oder der Klassenlehrer vergewissern sich, dass die Kenntnisnahme bestätigt wurde.“

## Schulzeugnisse in Österreich
In Österreich wird am Ende des ersten Semesters (Halbjahres) kein Zeugnis, sondern eine Schulnachricht oder Schulbericht ausgegeben. Am Ende des Schuljahres kann der Schüler oder die Schülerin bei einem einzigen „Nicht genügend“ (= 5, das untere Ende der Notenskala) in einem Pflichtgegenstand (Vorrückungsfach) in die höhere Klasse aufsteigen, sofern nicht schon im Vorjahr im selben Fach ein Fünfer im Zeugnis stand, das Fach weiterhin unterrichtet wird und die Lehrer in der Klassenkonferenz zustimmen. Erfüllt der Schüler diese Bedingungen nicht, muss er am Anfang des nächsten Schuljahres eine Wiederholungsprüfung ablegen.
Bei zwei „Nicht genügend“ muss eine Prüfung in beiden Fächern geschrieben werden. Besteht der Schüler eine davon nicht, entscheidet die Klassenkonferenz, ob er aufsteigen darf oder nicht. Fallen beide Wiederholungsprüfungen negativ aus, muss er die Klasse wiederholen.
Bei drei oder mehr Fünfern in Pflichtgegenständen ist kein „Nachzapf“/„Nachzipf“, also keine Wiederholungsprüfung erlaubt, die Schulstufe muss wiederholt werden. Unter Umständen können sich Schüler die Klassenwiederholung ersparen, wenn sie die Schulart wechseln, zum Beispiel von der AHS-Unterstufe in die Hauptschule.

## Schulzeugnisse in der Schweiz
In der Schweiz sind die Kantone für die Schulzeugnisse zuständig, dementsprechend unterschieden sich diese in Form und Funktion von Kanton zu Kanton. Im Kindergarten (Schuljahre 1 bis 2) erfolgt die Leistungsbeurteilung in allen Kantonen ohne Ziffernnoten, in vielen Kantonen werden jedoch standardisierte und vorgeschriebene Beobachtungsbogen eingesetzt. In der Primarstufe (Schuljahre 3 bis 8) und in der Sekundarstufe I (Schuljahre 9 bis 11) werden die Zeugnisse mit Ziffernnoten ausgestellt, allerdings nicht in jedem Kanton ab dem 3. Schuljahr. In den Schuljahren ohne Ziffernnoten werden Lernberichte oder andere Beurteilungsverfahren eingesetzt. Die Schülerinnen und Schüler in der Schweiz erhalten mehrheitlich zweimal jährlich am Ende eines Semesters ein Zeugnis. Das Schulzeugnis bildet die Basis für den Übertritt in die nächste Klasse oder die nächste Stufe (sogenannte Promotion).

## Schulzeugnisse in den Vereinigten Staaten

### Allgemein
In den USA entscheiden die Schuldistrikte über die Form der Schulzeugnisse und darüber, wie häufig Zeugnisse ausgegeben werden. Schüler der Grundschulen erhalten meist drei, seltener vier Zeugnisse pro Schuljahr. An der High School dagegen werden meist zwei Zeugnisse pro Schuljahr ausgestellt.
Die Form des Schulzeugnisses (Report card) kann sich von Schule zu Schule deutlich unterscheiden und ändert sich meist auch mit der Klassenstufe. An vielen amerikanischen Schulen werden heute Zeugnisse ausgegeben, die vollständig am Computer erzeugt wurden und keinerlei handschriftliche Elemente enthalten. Wie in Deutschland müssen die Erziehungsberechtigten den Empfang des Zeugnisses mit ihrer Unterschrift bestätigen.

### Grundschulzeugnisse
In Grundschulzeugnissen treten an die Stelle des sonst landesüblichen Benotungssystems (mit Noten von A bis F) vielfach die Bewertungsstufen excellent, very good, satisfactory und needs improvement.
Der größte Unterschied zu den Gepflogenheiten in Deutschland besteht darin, dass die Gliederung der Grundschulzeugnisse nicht nach Unterrichtsfächern erfolgt, sondern nach den Einzelfähigkeiten, die im Unterricht entwickelt werden. Da die Bundesstaaten die Grundschulen zu einer äußerst detaillierten Evaluierung der Schüler anhalten, sind deren Zeugnisse deutlich umfangreicher als entsprechende deutsche Zeugnisse. So können in den Zeugnissen der Klassenstufen K vier bis sechs Parameter für die Lesekompetenz, vier bis sieben Parameter für die mathematische Kompetenz und viele weitere Parameter für Schreiben, Zuhören, Sprechen und Buchstabieren geprüft und bewertet werden. Besondere Aufmerksamkeit gilt der sozialen Kompetenz und der Arbeitsweise (work habits), die ebenfalls mit jeweils sechs bis neun Parametern evaluiert werden. Darüber hinaus enthalten amerikanische Grundschulzeugnisse regelmäßig auch Raum für individuelle Kommentare des Klassenlehrers. Ihrer Form nach unterscheiden die Zeugnisse sich jedoch von Schuldistrikt zu Schuldistrikt, und auch innerhalb einzelner Schuldistrikte unterliegt die Form einem häufigen Wechsel.
Fächer wie Kunst, Musik und Sport, in denen nicht der Klassenlehrer, sondern Fachlehrer unterrichten, werden in Grundschulzeugnissen nicht berücksichtigt. Im Fach Sport sind jedoch Evaluierungen möglich, die anstelle einer reinen Leistungsbewertung Hinweise auf individuelle motorische Stärken bzw. Defizite eines Kindes liefern können.